# سیارک ۲۴۱۹۱
سیارک ۲۴۱۹۱ (به انگلیسی: 24191 Qiaochuyuan، نامگذاری:1999XK30) بیست و چهار هزار و صد و نود و یکمین سیارک کشف شده‌است که در ۶ دسامبر ۱۹۹۹ کشف شد.
قدر مطلق سیارک برابر ۱۷.۰ است.